# Bureau Junction
Bureau Junction é uma vila localizada no estado americano de Illinois, no Condado de Bureau.

## Demografia
Segundo o censo americano de 2000, a sua população era de 368 habitantes. 
Em 2006, foi estimada uma população de 360, um decréscimo de 8 (-2.2%).

## Geografia
De acordo com o United States Census Bureau tem uma área de 
3,9 km², dos quais 3,7 km² cobertos por terra e 0,2 km² cobertos por água.

## Localidades na vizinhança
O diagrama seguinte representa as localidades num raio de 12 km ao redor de Bureau Junction. 